# Tversted-søerne
Tversted-søerne er to søer, der er opstået ved en opdæmning af det lille bækløb Hvarrebæk. Dæmningen, der blev opført i årene 1948 og 1952, ligger tæt på kysten. Søerne er beliggende i Tversted Plantage, umiddelbart øst for Tversted by i Vendsyssel.
Området er et af landsdelens mest besøgte turistområder og er tilholdssted for gråænder, blishøns, rørhøns og knopsvaner.
57°36′21″N 10°14′3″Ø / 57.60583°N 10.23417°Ø